# Prohres, Kreminna
Prohres (în ucraineană Прогрес) este un sat în comuna Bulhakivka din raionul Kreminna, regiunea Luhansk, Ucraina.

## Demografie
Componența lingvistică a localității Prohres
     Ucraineană (93,18%)
     Rusă (6,82%)
Conform recensământului din 2001, majoritatea populației localității Prohres era vorbitoare de ucraineană (93,18%), existând în minoritate și vorbitori de rusă (6,82%).